# Comisión Receptora e Investigadora de Denuncias de Objetos Voladores No Identificados
Die Comisión Receptora e Investigadora de Denuncias de Objetos Voladores No Identificados (CRIDOVNI, zu deutsch Kommission für die Entgegennahme und Untersuchung von Berichten über unidentifizierte fliegende Objekte) ist die staatliche Untersuchungskommission für UFOs der Luftwaffe von Uruguay (Fuerza Aérea Uruguaya).

## Hintergrund
Gegründet wurde die CRIDOVNI am 7. August 1979. Grund waren zahlreiche Berichte von UFO Sichtungen in den Jahren davor aus ganz Uruguay. Die CRIDOVNI sollte die zivilen und militärischen Stellen bei der Untersuchung und Aufklärung der Fälle unterstützen. Dabei arbeitet die CRIDOVNI mit privaten Organisationen aus dem Umfeld der UFO-Forschung zusammen. Die Aufgaben der CRIDOVNI sind Sammlung, Prüfung, Analyse, Klassifizierung und Katalogisierung aller Berichte über UFO-Sichtungen im Luftraum von Uruguay. Die Förderung der nationalen und internationalen Forschung an dem Phänomen, sowie die Aufklärung was die Sichtung verursacht hat. Auch unter Berücksichtigung der Möglichkeit von Betrug, optischen Täuschungen oder psychologischer Ursachen.

## Stand der Forschung
Der Leiter der CRIDOVNI, Ariel Sanchez, hat Februar 2012 in einem Interview die bisherigen Ergebnisse zusammengefasst:
- Seit Arbeitsaufnahme wurde ca. 2.200 UFO-Vorfälle an die CRIDOVNI gemeldet. Ungefähr die Hälfte konnten ohne Analyse aufgeklärt werden oder eine Analyse war wegen mangelnder Datenlage nicht möglich. Die restlichen Fälle wurden analysiert und konnten größtenteils einer konventionellen Erklärung zugeordnet werden.
- 40 Fälle konnten nicht aufgeklärt werden und sind als echte UFO-Fälle eingestuft. Für diese gibt es laut Sanchez nach „unserem Wissenstand über den Luft- und Weltraum bisher keine Erklärung“.[5]
- Ursprung oder Natur des UFO-Phänomens sind nicht bekannt.
- Es handelt sich um ein globales Phänomen.
- Eine größere Zusammenarbeit verschiedener Staaten und Institutionen ist wünschenswert, um das Phänomen besser erforschen zu können.